# Chiesa dei Santi Giovanni Battista ed Evangelista (Bellinzona)
La chiesa dei Santi San Giovanni Battista ed San Giovanni Evangelista è un edificio religioso che si trova a Bellinzona. 

## Storia
Costruita a partire dal 1760 su progetto di Gaetano Matteo Pisoni per i frati Agostiniani, nel 1812 (anno di soppressione del locale capitolo) la chiesa non era ancora terminata e la costruzione venne interrotta. Nel 1834 venne adibita ad arsenale. Solo alla fine del XX secolo venne finalmente ultimata.

## Descrizione
La chiesa si presenta con una pianta ad unica navata sovrastata da una volta a crociera e suddivisa in tre campate. Sui fianchi della navata si aprono sei cappelle laterali. Il coro semicircolare è sovrastato da una volta a botte lunettata.